# مصطفى أحمدي
مصطفى أحمدي (بالفارسية: مصطفی احمدی) هو لاعب كرة قدم إيراني، ولد في 14 مارس 1988 في بانه في إيران. لعب مع نادي شهرداري تبريز ونادي مشكي بوشان.